# Kejsarinnan (tarotkort)

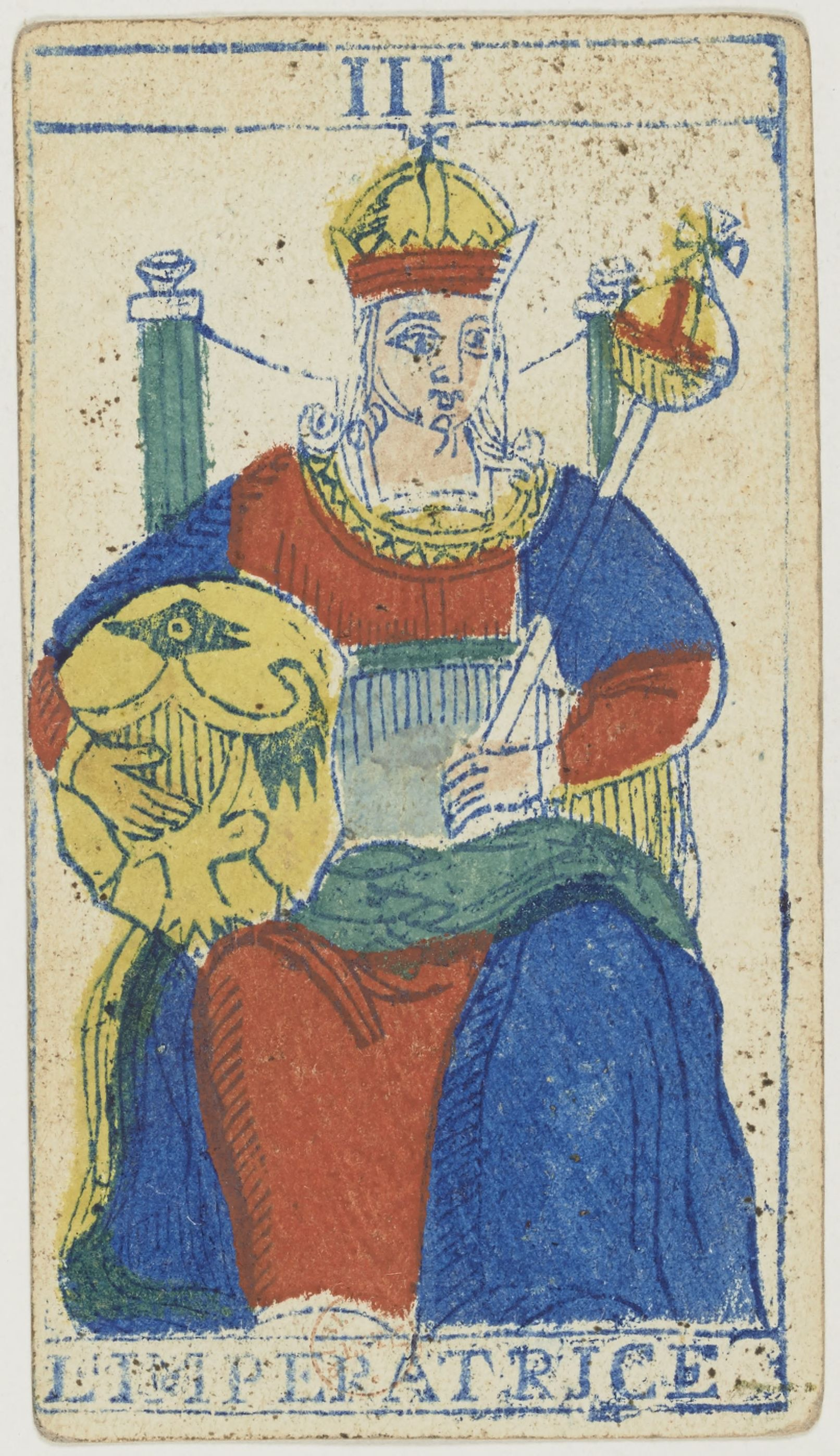
En äldre version av kortet Kejsarinnan.

Kejsarinnan är ett av de 78 korten i en tarotkortlek och är ett av de 22 stora arkanakorten. Kortet ses generellt som nummer 3. Rättvänt symboliserar kortet gudomlig kvinnlighet, sensualitet, fertilitet, natur, överflöd, kreativitet och skönhet. Omvänt symboliserar kortet osäkerhet, negligering, stagnering eller att kvävas. Kortet föreställer generellt en kvinna sittande på en tron med blont hår och som är krönt med stjärnor. Hennes klädnad har granatäppelmönster och omkring henne syns en skog liksom en flod. Då kortet på 1700-talet ansågs vara vanhelgande ersattes kortet med guden Juno som är den romerska motsvarigheten till Hera. Men på 1800-talet började gestaltningen av kejsarinnan återgå till hur den traditionellt hade sett ut innan. Vissa moderna kortlekar väljer att ha med symboler från Uppenbarelseboken i Bibeln.